# صحراء مرزق
صحراء مرزق أو إدهان مرزق أو عرق مرزق هي عبارة عن عرق في جنوب غرب ليبيا وتبلغ مساحتها حوالي 58,000 كيلومتر مربع. سميت باسم مدينة مرزق في فزان. مثل ادهان أوباري في الشمال، تعتبر صحراء مرزق جزءًا من منطقة الصحراء الكبرى. يفصلها عن الصحراء الجنوبية جبال تيبستي وطاسيلي ناجر.

## نمط الكثبان الرملية
إن الكثبان «دراع» (من العربية «ذراع») هي كتل كبيرة جداً من الرمال في الجزء الغربي من صحراء مرزق الشاسعة في ليبيا، وتظهر في صور الأقمار الصناعية كشبكة واسعة من كتل الرمال الصفراء والبرتقالية، تقريبا احواض خالية من الرمال بينهما. يعتقد الجيولوجيون أن دراع مرزق ربما تكونت بفعل رياح مختلفة عن الرياح الشمالية الشرقية السائدة اليوم.
هناك العديد من الكثبان الرملية الأصغر على ظهر دراس. وهناك ثلاثة أنواع من الكثبان الرملية واضحة في صور الأقمار الصناعية للمنطقة:
- كثبان طولية متوازية مع الرياح الشمالية.
- كثبان مستعرضة، عادة ما تكون أكثر منحنية وتشكل بزوايا قائمة على الريح.
- الكثبان الرملية النجمية، حيث تلتقي العديد من الأسلحة الخطية باتجاه قمة واحدة.

تبدو جوانب اتجاه الرياح في كتل الرمال أكثر سلاسة من جانب الرياح. الرياح تتحرك الحبوب الرملية في كل وقت تقريبا. هذا يعني أن الدراع والكثبان الرملية كلها تتحرك بينما يضاف الرمل على الجانب المعاكس وينفجر في اتجاه الريح. تتحرك كتل الرمل الصغيرة أسرع بكثير من كتل الرمل الكبيرة.
الدراع تقريبًا ثابتة، لكن الكثبان الصغيرة تتحرك بسرعة نسبية عند ظهورها. وعندما تصل الكثبان الرملية الأصغر إلى الجانب النازل من الدراع، يتم طمسها؛ ونفخ رمالهم عبر الأحواض كحبيبات فردية.

## البترول
منذ بدء التنقيب عن النفط في عام 1957، تم اكتشاف 11 حقل نفطي في حوض مرزق. حيث يعتبر اثنان من الحقول حقولاً عملاقة، وهناك أكثر من ملياري برميل من النفط في المحميات تحت الصحراء هناك.

## وصلات خارجية
- View of the entire Murzuq Desert seen from the International Space Station